# Хартенштейн, Айзея
Айзея Хартенштейн (нем. Isaiah Hartenstein; род. 5 мая 1998 года в Юджине, штат Орегон, США) — американский и немецкий баскетболист, выступающий за клуб НБА «Оклахома-Сити Тандер».

## Ранние годы
Айзея родился в Юджине, штат Орегон в семье Флориана Хартенштейна, бывшего баскетбольного тренера и профессионального баскетболиста с немецкими и африканскими корнями. Его мать - американка. Родители познакомились, когда отец выступал за Орегонский университет.

## Профессиональная карьера
Айзея начал играть в баскетбол в США в 2008 году, затем его семья переехала в Германию, где отец играл за профессиональный клуб. Айзея присоединился к молодёжной команде «Гисен Фотисиксерс», а в дальнейшем - к «Артланд Дрэгонс», в котором играл его отец с 2009 года. В сезоне 2013–14 молодёжной лиги для юношей не старше 16 лет «Артланд Дрэгонс» стал чемпионом Бундеслиги, а игрок получил титул MVP. В сезоне в среднем за матч набирал 20,9 очков, совершал 12,1 подбор, отдавал 3,4 результативных передач, совершал 2,9 перехватов и 1,9 блок-шотов. Его отец, который был главным тренером этой команды, получил звание тренера года в лиге.
Хартенштейн был приглашен для участия в выставочном матче Jordan Brand Classic 2014 года, за 18 минут на паркете набрал 4 очка и совершил 5 подборов .
Айзея принял участие в юниорском турнире Евролиги для игроков не старше 18 лет в составе «Жальгириса» и получил титул MVP. В феврале 2016 года принял участие в турнире «Международный лагерь: Баскетбол без границ», который проходил перед началом Звёздного уикенда НБА в Торонто, Канада.
7 апреля 2017 года набрал 10 очков и совершил три подбора за 19 минут на паркете в рамках турнира Nike Hoop Summit.
1 февраля 2015 года Хартенштейн дебютировал в системе немецких лиг, отыграв 1:12 в матче против «Эйсбарена» (Бремерхафен).
В августе 2015 года Хартенштей заключил контракт с «Жальгирисом», однако по договоренности остался в «Артланд Дрэгонс» на правах аренды. «Дрэгонс» вылетели из первого дивизиона в Лигу В. Хартенштейн принял участие в 14 матчах в сезоне 2015–16 со средними показателями 11,6 очка, 8,9 подбора, 2,1 блок-шота, 1,6 перехвата и 1,4 передачи.
В январе 2016 года игрок решил покинуть немецкий клуб и перейти в «Жальгирис». Дебютировал за литовский клуб 28 сентября 2016 года в матче против «Шауляя», в 26 октября сыграл в Евролиге против «Фенербахче». В этом же сезоне вместе с командой стал обладателем вновь учрежденного Кубка короля Миндаугаса.

### Хьюстон Рокетс (2018—2020)
25 июля 2018 года «Хьюстон Рокетс» подписали контракт с игроком, Хартенштейн взял себе 55 номер.

### Денвер Наггетс (2020—2021)
30 ноября 2020 года «Денвер Наггетс» объявили о подписании двухлетний контракт с Хартештейном.

### Кливленд Кавальерс (2021)
25 марта 2021 года Хартенштейн и 2 будущих выбора во втором раунде драфта были обменяны в «Кливленд Кавальерс» на Джавейла Макги.

### Лос-Анджелес Клипперс (2021—2022)
27 сентября 2021 года Хартенштейн подписал контракт с «Лос-Анджелес Клипперс».

### Нью-Йорк Никс (2022—2024)
12 июля 2022 года Хартенштейн подписал контракт с «Нью-Йорк Никс» на два года и 16 миллионов долларов.

### Оклахома-Сити Тандер (2024—настоящее время)
1 июля 2024 года «Нью-Йорк» предложил Хартенштейну 72,5 млн на 4 года, но тот отказался и подписал более выгодный контракт с клубом «Оклахома-Сити Тандер» на 3 года и 87 млн долларов. 20 ноября 2024 года Хартенштейн дебютировал в составе «Тандер», набрав 13 очков, сделав 14 подборов, 5 блок-шотов и 3 результативные передачи в победном матче против «Портленд Трэйл Блэйзерс» со счётом 109:99.

## Международная карьера
На чемпионате Европы для юношей не старше 16 лет 2014 года Хартенштейн выступал за сборную Германии. В 2015 году принял участие в аналогичном турнире для юношей не старше 18 лет. В 2016 году на чемпионате Европы для юношей не старше 18 лет помог сборной занять четвёртое место. Средние показатели игрока на турнире составили 14,7 очков, 9,5 подборов, 1,7 блок-шотов и 1,7 перехватов, а Хартенштейн попал в символическую сборную турнира.
В августе 2017 года дебютировал в составе первой команды и принял участие в Евробаскете 2017, набирая 4,3 очка и совершая 2,5 подбора за матч.

## Статистика

### Статистика в НБА
| Сезон                                                                                    | Команда  | Регулярный сезон | Регулярный сезон | Регулярный сезон | Регулярный сезон | Регулярный сезон | Регулярный сезон | Регулярный сезон | Регулярный сезон | Регулярный сезон | Регулярный сезон | Регулярный сезон | Серия плей-офф | Серия плей-офф | Серия плей-офф | Серия плей-офф | Серия плей-офф | Серия плей-офф | Серия плей-офф | Серия плей-офф | Серия плей-офф | Серия плей-офф | Серия плей-офф |
| Сезон                                                                                    | Команда  | GP               | GS               | MPG              | FG%              | 3P%              | FT%              | RPG              | APG              | SPG              | BPG              | PPG              | GP             | GS             | MPG            | FG%            | 3P%            | FT%            | RPG            | APG            | SPG            | BPG            | PPG            |
| ---------------------------------------------------------------------------------------- | -------- | ---------------- | ---------------- | ---------------- | ---------------- | ---------------- | ---------------- | ---------------- | ---------------- | ---------------- | ---------------- | ---------------- | -------------- | -------------- | -------------- | -------------- | -------------- | -------------- | -------------- | -------------- | -------------- | -------------- | -------------- |
| 2018/19                                                                                  | Хьюстон  | 28               | 0                | 7,9              | 48,8             | 33,3             | 78,6             | 1,7              | 0,5              | 0,3              | 0,4              | 1,9              | 2              | 0              | 1,2            | 100,0          | -              | -              | 0,5            | 0,0            | 0,0            | 0,0            | 2,0            |
| 2019/20                                                                                  | Хьюстон  | 23               | 2                | 11,6             | 65,7             | 0,0              | 67,9             | 3,9              | 0,8              | 0,4              | 0,5              | 4,7              | Не участвовал  | Не участвовал  | Не участвовал  | Не участвовал  | Не участвовал  | Не участвовал  | Не участвовал  | Не участвовал  | Не участвовал  | Не участвовал  | Не участвовал  |
| 2020/21                                                                                  | Денвер   | 30               | 0                | 9,1              | 51,3             | -                | 61,1             | 2,8              | 0,5              | 0,4              | 0,7              | 3,5              | Не участвовал  | Не участвовал  | Не участвовал  | Не участвовал  | Не участвовал  | Не участвовал  | Не участвовал  | Не участвовал  | Не участвовал  | Не участвовал  | Не участвовал  |
| 2020/21                                                                                  | Кливленд | 16               | 2                | 17,9             | 58,2             | 33,3             | 68,6             | 6,0              | 2,5              | 0,5              | 1,2              | 8,3              | Не участвовал  | Не участвовал  | Не участвовал  | Не участвовал  | Не участвовал  | Не участвовал  | Не участвовал  | Не участвовал  | Не участвовал  | Не участвовал  | Не участвовал  |
| 2021/22                                                                                  | Клипперс | 68               | 0                | 17,9             | 62,6             | 46,7             | 68,9             | 4,9              | 2,4              | 0,7              | 1,1              | 8,3              | Не участвовал  | Не участвовал  | Не участвовал  | Не участвовал  | Не участвовал  | Не участвовал  | Не участвовал  | Не участвовал  | Не участвовал  | Не участвовал  | Не участвовал  |
| 2022/23                                                                                  | Нью-Йорк | 82               | 8                | 19,8             | 53,5             | 21,6             | 67,6             | 6,5              | 1,2              | 0,6              | 0,8              | 5,0              | 11             | 0              | 20,0           | 47,8           | -              | 75,0           | 4,6            | 1,3            | 0,8            | 1,4            | 3,1            |
| 2023/24                                                                                  | Нью-Йорк | 75               | 49               | 25,3             | 64,4             | 33,3             | 70,7             | 8,3              | 2,5              | 1,2              | 1,1              | 7,8              | 13             | 13             | 29,8           | 59,2           | 50,0           | 86,4           | 7,8            | 3,5            | 0,3            | 0,9            | 8,5            |
|                                                                                          | Всего    | 322              | 61               | 18,0             | 59,6             | 31,0             | 68,9             | 5,6              | 1,7              | 0,7              | 0,9              | 6,0              | 26             | 13             | 23,4           | 57,4           | 50,0           | 81,6           | 5,9            | 2,3            | 0,5            | 1,0            | 5,7            |
| Наведите курсор мыши на аббревиатуры в заголовке таблицы, чтобы прочесть их расшифровку. |          |                  |                  |                  |                  |                  |                  |                  |                  |                  |                  |                  |                |                |                |                |                |                |                |                |                |                |                |

### Статистика в Джи-Лиге
| Сезон                                                                                    | Команда                   | Регулярный сезон | Регулярный сезон | Регулярный сезон | Регулярный сезон | Регулярный сезон | Регулярный сезон | Регулярный сезон | Регулярный сезон | Регулярный сезон | Регулярный сезон | Регулярный сезон | Серия плей-офф | Серия плей-офф | Серия плей-офф | Серия плей-офф | Серия плей-офф | Серия плей-офф | Серия плей-офф | Серия плей-офф | Серия плей-офф | Серия плей-офф | Серия плей-офф |
| Сезон                                                                                    | Команда                   | GP               | GS               | MPG              | FG%              | 3P%              | FT%              | RPG              | APG              | SPG              | BPG              | PPG              | GP             | GS             | MPG            | FG%            | 3P%            | FT%            | RPG            | APG            | SPG            | BPG            | PPG            |
| ---------------------------------------------------------------------------------------- | ------------------------- | ---------------- | ---------------- | ---------------- | ---------------- | ---------------- | ---------------- | ---------------- | ---------------- | ---------------- | ---------------- | ---------------- | -------------- | -------------- | -------------- | -------------- | -------------- | -------------- | -------------- | -------------- | -------------- | -------------- | -------------- |
| 2017/18                                                                                  | Рио-Гранде Вэллей Вайперс | 38               | 11               | 18,7             | 57,1             | 34,3             | 68,5             | 6,6              | 1,2              | 0,5              | 1,1              | 9,5              | 2              | 0              | 19,3           | 46,2           | 0,0            | 100,0          | 8,0            | 0,0            | 1,0            | 0,0            | 7,0            |
| 2018/19                                                                                  | Рио-Гранде Вэллей Вайперс | 26               | 26               | 32,4             | 62,7             | 27,4             | 64,6             | 14,7             | 3,8              | 0,7              | 2,0              | 19,5             | 5              | 5              | 32,6           | 51,2           | 46,9           | 76,0           | 15,2           | 2,6            | 0,6            | 1,2            | 24,0           |
| 2019/20                                                                                  | Рио-Гранде Вэллей Вайперс | 14               | 14               | 32,6             | 58,1             | 26,1             | 66,1             | 14,8             | 4,2              | 1,4              | 1,1              | 24,9             | Не участвовал  | Не участвовал  | Не участвовал  | Не участвовал  | Не участвовал  | Не участвовал  | Не участвовал  | Не участвовал  | Не участвовал  | Не участвовал  | Не участвовал  |
|                                                                                          | Всего                     | 78               | 51               | 25,7             | 59,7             | 28,7             | 66,3             | 10,8             | 2,6              | 0,7              | 1,4              | 15,6             | 7              | 5              | 28,8           | 50,5           | 44,1           | 77,8           | 13,1           | 1,9            | 0,7            | 0,9            | 19,1           |
| Наведите курсор мыши на аббревиатуры в заголовке таблицы, чтобы прочесть их расшифровку. |                           |                  |                  |                  |                  |                  |                  |                  |                  |                  |                  |                  |                |                |                |                |                |                |                |                |                |                |                |

### Статистика в других лигах
| Сезон | Команда          | Лига               | GP | GS | MPG  | FG%  | 3P%  | FT%   | RPG  | APG | SPG | BPG | PFL | TOV | PPG  |
| --- | ---------------- | ------------------ | -- | -- | ---- | ---- | ---- | ----- | ---- | --- | --- | --- | --- | --- | ---- |
| 2014/15 | Артланд Дрэгонс  | Чемпионат Германии | 1  | 0  | 1,2  | 0,0  | 0,0  | -     | 1,0  | 0,0 | 0,0 | 0,0 | 0,0 | 0,0 | 0,0  |
| 2015/16 | Все клубы        | Все лиги           | 18 | 14 | 24,9 | 52,2 | 40,7 | 55,4  | 9,4  | 1,7 | 1,7 | 2,4 | 3,7 | 2,8 | 14,2 |
| 2015/16 | Артланд Дрэгонс  | Бундеслига 3       | 14 | 10 | 24,4 | 47,9 | 42,5 | 54,4  | 8,9  | 1,4 | 1,6 | 2,1 | 3,8 | 2,4 | 11,6 |
| 2015/16 | Жальгирис (Ю-18) | Турнир в Каунасе   | 4  | 4  | 26,8 | 60,7 | 35,7 | 57,7  | 11,3 | 2,8 | 1,8 | 3,3 | 3,3 | 4,5 | 23,5 |
| 2016/17 | Все клубы        | Все лиги           | 34 | 6  | 11,3 | 48,6 | 26,7 | 71,1  | 3,1  | 0,6 | 0,8 | 0,5 | 2,1 | 1,1 | 4,2  |
| 2016/17 | Жальгирис        | Чемпионат Литвы    | 29 | 6  | 12,7 | 49,0 | 28,6 | 70,5  | 3,4  | 0,7 | 0,9 | 0,6 | 2,4 | 1,2 | 4,7  |
| 2016/17 | Жальгирис        | Евролига           | 5  | 0  | 3,2  | 40,0 | 0,0  | 100,0 | 0,8  | 0,2 | 0,0 | 0,0 | 0,4 | 0,4 | 1,0  |
| Всего | Всего            | Всего              | 53 | 20 | 15,7 | 50,7 | 35,3 | 60,9  | 5,2  | 0,9 | 1,1 | 1,1 | 2,6 | 1,6 | 7,5  |
| Наведите курсор мыши на аббревиатуры в заголовке таблицы, чтобы прочесть их расшифровку Статистика приведена с сайта basketball.realgm.com |                  |                    |    |    |      |      |      |       |      |     |     |     |     |     |      |